# Ilvericher Altrheinschlinge
Ilvericher Altrheinschlinge este o arie protejată (arie specială de conservare — SAC, sit de importanță comunitară — SCI) din Germania întinsă pe o suprafață de 311,27 ha, integral pe uscat.

## Localizare
Centrul sitului Ilvericher Altrheinschlinge este situat la coordonatele 51°16′46″N 6°40′05″E / 51.2794°N 6.6681°E.

## Înființare
Situl Ilvericher Altrheinschlinge a fost declarat sit de importanță comunitară în august 1999 pentru a proteja 4 specii de animale. Situl a fost protejat și ca arie specială de conservare în mai 2016.

## Biodiversitate
Situată în ecoregiunea atlantică, aria protejată conține 4 habitate naturale: Lacuri eutrofice naturale cu vegetație de tip Magnopotamion sau Hydrocharition, Liziere de ierburi înalte hidrofile de câmpie și de nivel montan până la alpin, Fânețe de joasă altitudine (Alopecurus pratensis, Sanguisorba officinalis), Păduri aluvionare cu Alnus glutinosa și Fraxinus excelsior (Alno-Padion, Alnion incanae, Salicion albae).
La baza desemnării sitului se află mai multe specii protejate:
- amfibieni (1): triton cu creastă (Triturus cristatus)
- nevertebrate (1): phengaris nausithous (Maculinea nausithous)
- pești (2): Cobitis taenia Complex, țipar (Misgurnus fossilis)